# Frank Fabra
Frank Yusty Fabra Palacios (* 22. Februar 1991 in Nechí) ist ein kolumbianischer Fußballspieler. Der linke Außenverteidiger steht seit 2016 beim argentinischen Erstligisten Boca Juniors unter Vertrag. Er ist seit September 2015 kolumbianischer Nationalspieler.

## Karriere

### Verein
Nachdem er zuvor in der Jugend des Envigado FC gespielt hatte, wurde Frank Fabra zur Saison 2010 im Alter von 18 Jahren in die Profimannschaft befördert. Sein Pflichtspieldebüt bestritt er am 22. Juli 2010 (1. Spieltag der Finalización) bei der 0:2-Auswärtsniederlage gegen Cúcuta Deportivo. Nach zwei Spielzeiten als Einwechselspieler drang er im Spieljahr 2012 in die Startformation vor. Sein erstes Tor erzielte er am 12. Februar 2012 (3. Spieltag der Apertura) beim 3:0-Heimsieg gegen Deportes Quindío. Nach 106 Einsätzen in vier Spielzeiten für Envigado wechselte Fabra im Juli 2014 in einem halbjährigen Leihgeschäft zum Ligakonkurrenten Deportivo Cali. Auch in Cali war er in der Startelf gesetzt, nach dem Ablauf seiner Leihe wurde er fest verpflichtet. Im Frühjahr 2015 war er ein wichtiger Bestandteil der Mannschaft, welche die diesjährige Apertura gewinnen konnte. Nach Leihende unterschrieb er zur Clausura 2015 einen Vertrag bei Independiente Medellín. Auch dort adaptierte er sich rasch und erzielte beim 1:0-Sieg gegen Deportes Tolima am 25. Juli 2015 (3. Spieltag der Clausura) sein erstes Tor für die Paisa.
Nachdem er zahlreiche Angebote von europäischen und südamerikanischen Klubs erhalten hatte, wechselte Frank Fabra am 24. Januar 2016 für eine Ablösesumme in Höhe von 1,39 Millionen Euro zum argentinischen Spitzenklub Boca Juniors. Beim Verein aus der Hauptstadt Buenos Aires unterschrieb er einen 3-1/2-Jahres-Vertrag. Sein Debüt in der höchsten argentinischen Spielklasse bestritt er am 14. Februar 2016 (2. Spieltag) bei der 0:1-Heimniederlage gegen Atlético Tucumán, in der er das Spielfeld bereits nach 44 gespielten Minuten verletzungsbedingt verlassen musste. Sein erstes Pflichtspieltor erzielte er am 21. April in einem Gruppenspiel der Copa Libertadores gegen seinen ehemaligen Verein Deportivo Cali. Der Durchbruch in die Startformation gelang Fabra in der Saison 2016/17, in der er mit den Xeneizes die argentinische Meisterschaft gewann. In der nächsten Spielzeit 2017/18 konnte er mit den Boca Juniors den Meistertitel erfolgreich verteidigen. Dabei erzielte er in 22 Ligaspielen zwei Tore und bereitete drei weitere Treffer vor. Die darauffolgende Spielzeit 2018/19 versäumte Fabra beinahe vollständig aufgrund eines Kreuzbandrisses. In der Saison 2019/20 galt er wieder als unumstrittener Stammspieler. Am 3. November 2019 (12. Spieltag) erzielte er beim 5:1-Heimsieg gegen Arsenal de Sarandí einen Doppelpack. Aufgrund der COVID-19-Pandemie endete die Ligameisterschaft zwei Spieltage vor dem ursprünglichen Ende. Fabra war bis dorthin in 18 Ligaeinsätzen auf zwei Tore und ebenso viele Vorlagen gekommen. Die Boca Juniors hatten sich bereits am letzten gespielten Spieltag zum argentinischen Meister gekrönt. In der Saison 2022 gelang Fabra mit Boca erneut der Gewinn der Meisterschaft.

### Nationalmannschaft
Am 28. August 2015 wurde Frank Fabra zum ersten Mal von Trainer José Pekerman für die Kolumbianischen Nationalmannschaft nominiert. Er debütierte am 8. September beim 1:1-Unentschieden im Freundschaftsspiel gegen Peru.
Anlässlich der Copa América Centenario 2016 wurde Fabra in den 23-Mann-Kader Kolumbiens berufen. Im Spiel gegen Costa Rica gelang ihm sein erster Treffer in der Nationalmannschaft. Kolumbien beendete das Turnier auf dem 3. Platz.
Mit Kolumbien erreichte er, mit einem 4. Platz in der Qualifikation, die Endrunde der Fußball-Weltmeisterschaft 2018 in Russland. Im Mai 2018 wurde Fabra für den WM-Kader Kolumbiens nominiert. Das Turnier verpasste er jedoch, da er sich am 9. Juni 2018 im Training das Kreuzband riss.
Im November 2019 kehrte Fabra nach beinahe eineinhalbjähriger Abwesenheit wieder in die Nationalmannschaft zurück.

## Erfolge

### Verein
Deportivo Cali
- Kolumbianischer Meister: Apertura 2015

Boca Juniors
- Argentinischer Meister: 2016/17, 2017/18, 2019/20, 2022

### Nationalmannschaft
- Copa América Centenario 2016: Dritter Platz